# サイハテアイニ/洗脳
『サイハテアイニ/洗脳』（サイハテアイニ/せんのう）は、RADWIMPSの通算20枚目のシングル。2017年5月10日にEMI Recordsから発売された。

## 背景とリリース
『君の名は。English edition』から約3か月ぶりのリリースとなる。CDのリリースに先駆け、4月25日に「サイハテアイニ」の先行配信が開始された。
4月24日にはTOKYO FM系列のラジオ番組「SCHOOL OF LOCK!」にて「サイハテアイニ」が、5月7日には日本テレビ系「日曜ドラマ」枠で放送されたテレビドラマ「フランケンシュタインの恋」第3話にて「棒人間 [Strings ver.]」が初オンエアされた。
初回限定盤と通常盤の2形態で発売。初回限定盤には「棒人間」の世界観を視覚化した絵本が封入された。
| 形態       | 規格    | 規格品番   |
| ---------- | ------- | ---------- |
| 初回限定盤 | CD+絵本 | UPCH-89333 |
| 通常盤     | CD      | UPCH-80480 |

## 収録内容
| 全作詞・作曲: 野田洋次郎、全編曲: RADWIMPS。 |                           |            |            |                                  |      |
| #                                            | タイトル                  | 作詞       | 作曲・編曲 |                                  | 時間 |
| 1.                                           | 「サイハテアイニ」        | 野田洋次郎 | 野田洋次郎 |                                  | 3:44 |
| 2.                                           | 「洗脳」                  | 野田洋次郎 | 野田洋次郎 |                                  | 5:33 |
| 3.                                           | 「棒人間 [Strings ver.]」 | 野田洋次郎 | 野田洋次郎 | ストリングス・アレンジ: 徳澤青弦 | 4:52 |
| 合計時間:                                    | 合計時間:                 | 合計時間:  | 14:09      |                                  |      |

## 楽曲解説
サイハテアイニ
アクエリアスのCMソングとして書き下ろされた楽曲で、ライブツアー『Human Bloom Tour 2017』のさいたまスーパーアリーナ公演で披露されていた。また、このCMにはボーカルの野田も出演している。
ミュージック・ビデオは2017年5月12日にYouTubeで公開された。ライブツアー『Human Bloom Tour 2017』で披露された時の映像が使用されている。監督は谷聰志。
洗脳
思想や観念といった目には見えない相手と対峙し、翻弄される恐怖感や人間の狂気が歌われた楽曲。
仮タイトルは「宗教」。2014年ごろには原型が存在していた。休養中の山口の叩いたドラムがサンプリングされている。
ミュージック・ビデオは2017年5月11日にYouTubeで公開された。二面性をテーマに制作が進められたジャケットビジュアルと連動しており、1人の少年が天使と悪魔の二役を演じることにより、人間の持つ二面性が表現されている。監督は植木秀治。
棒人間 [Strings ver.]
『人間開花』収録曲のストリングスバージョン。

## タイアップ
| 年     | 楽曲           | タイアップ                                           |
| ------ | -------------- | ---------------------------------------------------- |
| 2017年 | サイハテアイニ | アクエリアエスCMソング                               |
| 2017年 | 棒人間         | 日本テレビ系ドラマ「フランケンシュタインの恋」主題歌 |

## クレジット
野田洋次郎 - Vocal & Guitar & Piano
桑原彰 - Guitar
武田祐介 - Bass
山口智史 - Drums
森 瑞希 - Drums Support
紺野紗衣 - Piano [M-3]
中西俊博 - Violin Solo [M-3]